# Хаттиг (Арканзас)
Хаттиг (англ. Huttig) — город, расположенный в округе Юнион (штат Арканзас, США) с населением в 731 человек по статистическим данным переписи 2000 года.

## География
По данным Бюро переписи населения США город Хаттиг имеет общую площадь в 8,03 квадратных километров, из которых 7,77 кв. километров занимает земля и 0,26 кв. километров — вода. Площадь водных ресурсов округа составляет 3,24 % от всей его площади.
Город Хаттиг расположен на высоте 31 метр над уровнем моря.

## Демография
По данным переписи населения 2000 года в Хаттиге проживало 731 человек, 197 семей, насчитывалось 282 домашних хозяйств и 321 жилой дом. Средняя плотность населения составляла около 91,4 человек на один квадратный километр. Расовый состав Хаттига по данным переписи распределился следующим образом: 48,7 % белых, 48,43 % — чёрных или афроамериканцев, 0,82 % — коренных американцев, 0,14 % — выходцев с тихоокеанских островов, 1,09 % — представителей смешанных рас, 0,82 % — других народностей. Испаноговорящие составили 1,5 % от всех жителей города.
Из 282 домашних хозяйств в 32,6 % — воспитывали детей в возрасте до 18 лет, 50,4 % представляли собой совместно проживающие супружеские пары, в 16,7 % семей женщины проживали без мужей, 29,8 % не имели семей. 28 % от общего числа семей на момент переписи жили самостоятельно, при этом 12,4 % составили одинокие пожилые люди в возрасте 65 лет и старше. Средний размер домашнего хозяйства составил 2,59 человек, а средний размер семьи — 3,22 человек.
Население города по возрастному диапазону по данным переписи 2000 года распределилось следующим образом: 25,9 % — жители младше 18 лет, 8,9 % — между 18 и 24 годами, 29,4 % — от 25 до 44 лет, 22,7 % — от 45 до 64 лет и 13,1 % — в возрасте 65 лет и старше. Средний возраст жителей составил 36 лет. На каждые 100 женщин в Хаттиге приходилось 96 мужчин, при этом на каждые сто женщин 18 лет и старше приходилось 88,9 мужчин также старше 18 лет.
Средний доход на одно домашнее хозяйство в городе составил 25 284 доллара США, а средний доход на одну семью — 32 000 долларов. При этом мужчины имели средний доход в 31 375 долларов США в год против 18 056 долларов среднегодового дохода у женщин. Доход на душу населения в городе составил 12 215 долларов в год. 16,1 % от всего числа семей в округе и 16,2 % от всей численности населения находилось на момент переписи населения за чертой бедности, при этом 23,1 % из них были моложе 18 лет и 11,3 % — в возрасте 65 лет и старше.

## Известные жители
- Дэйзи Бейтс — борец за гражданские права.
- Флойд Крамер — пианист.